# Ја јесам одавде
Ја јесам одавде је први албум уживо српског рок бенда Галија.
Албум је настао тако што је у Нишу у Хали Чаир снимана концертна промоција албума Волети волети 1998. године када је и објављена као први Галијин албум уживо, под називом Ја јесам одавде.

## Списак песама
На албуму се налазе следеће песме:

## Чланови групе
- Ненад Милосављевић
- Саша Ранђеловић
- Александар Саша Локнер
- Славиша Павловић
- Бобан Павловић
- Драгутин Јаковљевић

## Гости на албуму
- Гордана Свиларевић
- Ивана Ћосић